# Cymodocella tubicauda
Cymodocella tubicauda is een pissebed uit de familie Sphaeromatidae. De wetenschappelijke naam van de soort is voor het eerst geldig gepubliceerd in 1887 door Georg Johann Pfeffer. De soort werd verzameld tijdens een Duitse expeditie naar Zuid-Georgia in 1882-83.
Cymodocella tubicauda is de typesoort van het geslacht Cymodocella, dat Pfeffer in zijn werk van 1887 als nieuw geslacht beschreef.